# Krchleby (kraj hradecki)
Krchleby – gmina w Czechach, w powiecie Rychnov nad Kněžnou, w kraju hradeckim.
1 stycznia 2017 gminę zamieszkiwało 85 osób, a ich średni wiek wynosił 41,3 roku.